# Kanton Veckerhagen
Der Kanton Veckerhagen war eine Verwaltungseinheit im Distrikt Kassel des Departements der Fulda im napoleonischen Königreich Westphalen. Hauptort des Kantons und Sitz des Friedensgerichts war der Ort Veckerhagen, heute Teil von Reinhardshagen im Landkreis Kassel. Der Kanton umfasste 11 Dörfer und Weiler am linken Weserufer und im Reinhardswald, hatte 3.555 Einwohner und eine Fläche von 2,78 Quadratmeilen.
Zum Kanton gehörten die Kommunen:
- Veckerhagen
- Beberbeck und Klosterhof (Bensdorf)[3]
- Glashütte mit Wambach
- Hilwartshausen
- Holzhausen
- Hombressen
- Vaake
- Sababurg
- Wilhelmshausen